# (5575) 1985 RP2
(5575) 1985 RP2 là một tiểu hành tinh vành đai chính. Nó được phát hiện bởi Henri Debehogne ở Đài thiên văn La Silla ở Chile ngày 4 tháng 9 năm 1985.